# از آسمان بلندتر
از آسمان بلندتر (به هندی: Asmaan Se Ooncha) فیلمی محصول سال ۱۹۸۹ و به کارگردانی مهول کومار است. در این فیلم بازیگرانی همچون جیتندرا، گوویندا، آنیتا راج، راج بابار، سونام ایفای نقش کرده‌اند.